# Osminia
Osminia is een geslacht van vlinders uit de familie wespvlinders (Sesiidae), onderfamilie Sesiinae.
Osminia is voor het eerst wetenschappelijk beschreven door Le Cerf in 1917. De typesoort is Osminia ferruginea.

## Soorten
Osminia omvat de volgende soorten:
- Osminia albipilosa Eichlin, 1998
- Osminia bicornicolis Duckworth & Eichlin, 1983
- Osminia colimaensis Duckworth & Eichlin, 1983
- Osminia donahueorum Duckworth & Eichlin, 1983
- Osminia exigua Eichlin, 1998
- Osminia fenusaeformis (Herrich-Schäffer, 1852)
- Osminia ferruginea Le Cerf, 1917
- Osminia fisheri Eichlin, 1987
- Osminia gorodinskii (Gorbunov & Arita, 2001)
- Osminia heitzmani Eichlin, 1998
- Osminia namibiana Kallies, 2004
- Osminia phalarocera Duckworth & Eichlin, 1983
- Osminia rubrialvus Eichlin, 1998
- Osminia ruficornis (Edwards, 1881)